# قائمة قصور ليبيا

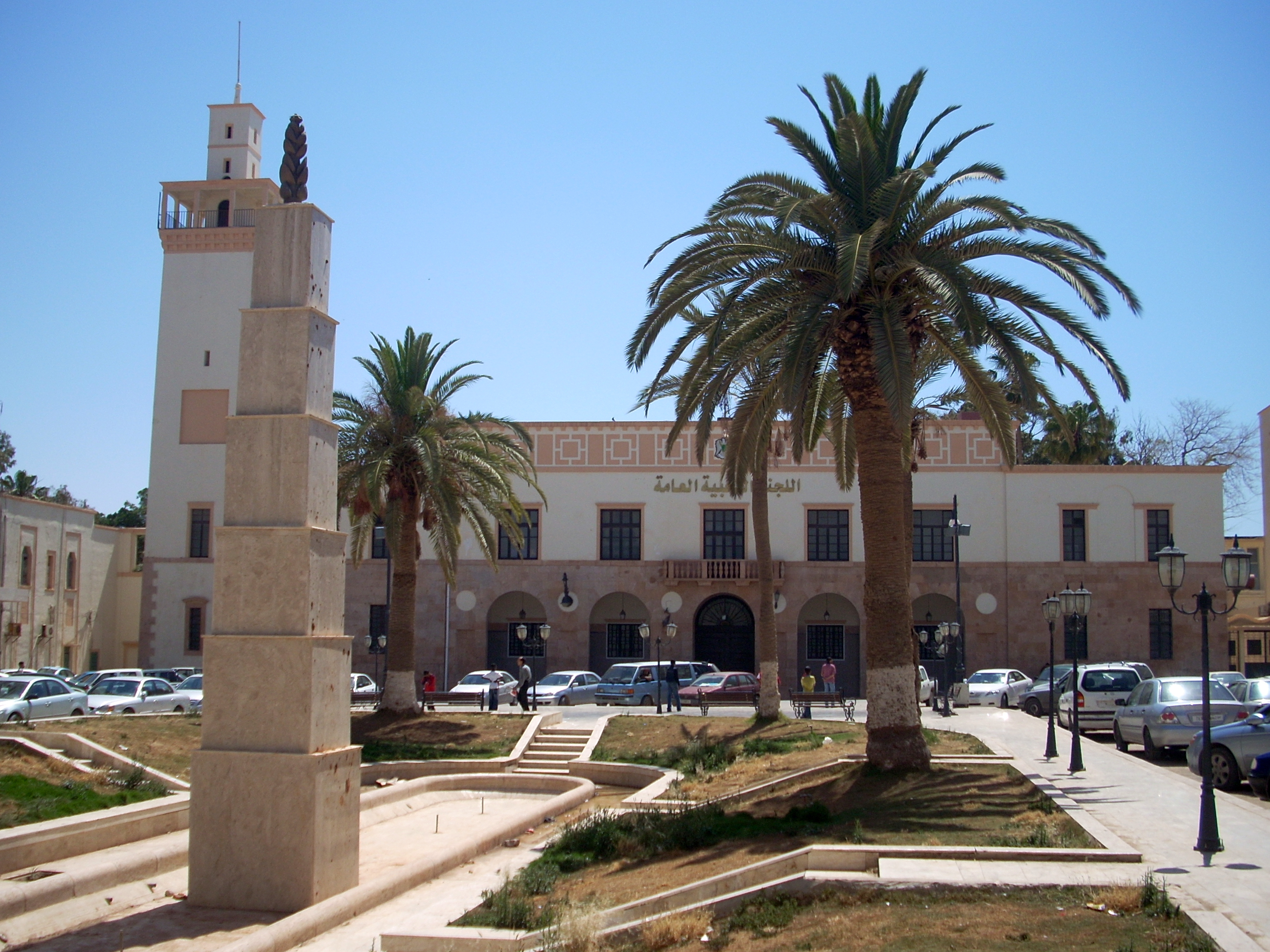
قصر المنار

قصر هو مقرإقامة كبير، وخاصة ما يتعلق بالمقرات الملكية والرئاسية، أو الأعيان رفيعي المستوى، كالأساقفة، كما يطلق قصر على المباني الفخمة والمزخرفة.

## قائمة قصور ليبيا
تحتوي هذه القائمة على أسماء قصور في ليبيا.
- قصر الأصابعة التاريخي
- مبنى البلدية (بنغازي)
- قشلة البركة
- البرلمان البرقاوي
- قصر الخلد
- قصر المنار
- قصر دوغة

- قصر نالوت
- حوش القره مانلي